# Ritmo, Amor e Palavras
Ritmo, Amor e Palavras, também conhecido como R.A.P, é o álbum de maior sucesso de Boss AC, e um dos maiores sucessos da música portuguesa em 2005. Foi um dos CD de maior venda no panorama do hip hop português, tendo recebido o estatuto de disco de platina. Foi lançado em Dezembro de 2005
Conta com a participação especial de Merche Romero no vídeo de "Princesa".
| Críticas profissionais                                                      | Críticas profissionais |
| Avaliações da crítica                                                       | Avaliações da crítica  |
| Fonte                                                                       | Avaliação              |
| --------------------------------------------------------------------------- | ---------------------- |
| Disco Digital                                                               | (sem nota)             |
| Esta tabela precisa de ser acompanhada por texto em prosa. Consulte o guia. |                        |

## Faixas
1. "Intro (Here We Go)"
2. "Hip Hop (Sou Eu E És Tu)"
3. "Boa Vibe" (com Carla Moreira)
4. "Farto De..."
5. "Yo (Não Brinques Com Esta Merda)" (com Pos, dos De La Soul)
6. "És mais Que Uma Mulher" com Rita Reis
7. "Só Preciso De Cinco Minutos" (produção de Sam the Kid)
8. "Faz O Favor De Entrar (Tuga Night)" com Sam The Kid
9. "Que Deus" (com sample do tema 'O Pastor', dos Madredeus)
10. "Princesa (Beija-me Outra Vez)" (com Berg)
11. "Carta Para O Pai Natal"
12. "Só Vês O Que Queres Ver"( com Da Weasel)
13. "Quem Sente, Sente"
14. "Sabim"
15. "Sentir Tão Bem" com Débora e Gutto
16. "Outro (Vou-me Embora)"

(Faixa bónus) "Original Riddim" com Konscious

## Créditos
- Temas produzidos por Boss AC, excepto "Só Preciso De Cinco Minutos", por Sam The Kid
- Produção executiva por AC
- Gravado por AC no NoStress Studio, Troy Hightower no Hightower Productions Inc (NY), Luís Caldeira no Estúdio Valentim de Carvalho e Jorge Cervantes no Estúdio Andinos
- Misturado por Troy Hightower no Hightower Productions Inc e AC no NoStress Studio
- Masterizado por Jim Brick no Absolute Audio, Nova Iorque
- Grafismo: Roda Dentada
- Fotografia: Náná Sousa Dias
- NoStress Records